# میدان آتشفشانی جوم بولوک
میدان آتشفشانی جوم بولوک (به انگلیسی: Jom-Bolok volcanic field) یک آتشفشان و کوه در روسیه است.